# Maria Neculita
Maria Neculita (Hunedoara,Rumania, 23 de septiembre de 1975) es una gimnasta artística rumana, subcampeona mundial en 1992 en la barra de equilibrio.

## Carrera deportiva
En el Mundial de Indianápolis 1991 gana el bronce en el concurso por equipos, tras la Unión Soviética y Estados Unidos, siendo sus compañeras de equipo: Cristina Bontaş, Mirela Pasca, Lavinia Milosovici, Vanda Hadarean y Eugenia Popa.
En los JJ. OO. de Barcelona (España) 1992 gana la plata por equipos, tras el Equipo Unificado (oro) y por delante de Estados Unidos (bronce).
Además en el Mundial de París 1992 gana la plata en la viga de equilibrio y el bronce en el ejercicio de suelo, tras la estadounidense Kim Zmeskal (oro), la húngara Henrietta Ónodi (plata) y empatada en el bronce con la ucraniana Tatiana Lysenko.